# Steve Waugh
Steve Rodger Waugh (* 2. Juni 1965 in Canterbury City, Australien) ist ein ehemaliger australischer Cricketspieler. 1989 wurde er zu einem der fünf Wisden Cricketer of the Year gewählt.

## Karriere
Während seiner Karriere absolvierte Steve Waugh 168 Tests für Australien. Kein anderer Cricketspieler hat bis heute an mehr Testmatches teilgenommen. Sein Testdebüt feierte Waugh im Dezember 1985 gegen Indien in Melbourne. Insgesamt erzielte er bei seinen 168 gespielten Tests 10927 Runs (51.06 Runs pro Wicket). Er ist bis heute der einzige Cricketspieler, der gegen alle anderen neun Teams mit Test-Status mindestens 150 Runs in einem Testinnings erzielen konnte. Steve Waugh ist einer von insgesamt nur acht Cricketspielern, die mindestens 10.000 Testruns während ihrer Karriere erzielt haben. Außerdem ist er einer von neun australischen Spielern, die bei Tests einen Karriereschnitt von mindestens 50 Runs pro Wicket aufweisen können. Im Jahr 1999 löste er Mark Taylor als Kapitän des australischen Testteams ab. Er war bei insgesamt 57 Tests Kapitän des australischen Teams, von denen 41 gewonnen wurden. Kein anderer Kapitän in der Geschichte des Testcricket kann eine höhere Siegquote aufweisen (71,93 Prozent). Seinen letzten Test für das australische Team absolvierte Steve Waugh im Januar 2004 gegen Indien in Sydney. Des Weiteren bestritt er 325 One-Day Internationals (ODIs) für Australien, bei denen er insgesamt 7569 Runs erzielte (32.9 Runs pro Wicket). Mit dem australischen Team nahm Waugh an vier Cricket Weltmeisterschaften teil (1987, 1992, 1996 und 1999). Zwei Mal, nämlich 1987 und 1999, konnte er mit dem Team den Titel gewinnen. Steve Waugh ist der ältere Zwillingsbruder von Mark Waugh, ebenfalls Test Cricket Spieler für Australien.

## Sonstiges
Steve Waugh wurde im Jahr 2004 zum Australian of the Year gewählt. Wegen seiner Verdienste um den Cricketsport wurde ihm im Jahr 2003 von Elisabeth II. der Order of Australia verliehen. Im Januar 2010 wurde er formell in die ICC Cricket Hall of Fame aufgenommen.